# Olympische Winterspiele 1998/Teilnehmer (Argentinien)
| Gelbes Symbol für Goldmedaillen mit stilisierten Olympischen Ringen | Graues Symbol für Silbermedaillen mit stilisierten Olympischen Ringen | Braundes Symbol für Bronzemedaillen mit stilisierten Olympischen Ringen |
| ------------------------------------------------------------------- | --------------------------------------------------------------------- | ----------------------------------------------------------------------- |
| —                                                                   | —                                                                     | —                                                                       |

Argentinien nahm 1998 zum 14. Mal an Olympischen Winterspielen teil. Es wurden zwei Athleten nach Nagano entsandt, ein Mann und eine Frau, die in zwei Disziplinen antraten. Ein Medaillengewinn gelang keinem der beiden Athleten.
Fahnenträger bei der Eröffnungsfeier war die Skirennläuferin Carola Calello.

## Übersicht der Teilnehmer

### Ski Alpin
| Athleten       | Wettbewerbe        | 1. Lauf     | 1. Lauf | 2. Lauf     | 2. Lauf | Gesamt      | Gesamt |
| Athleten       | Wettbewerbe        | Zeit        | Rang    | Zeit        | Rang    | Zeit        | Rang   |
| -------------- | ------------------ | ----------- | ------- | ----------- | ------- | ----------- | ------ |
| Frauen         |                    |             |         |             |         |             |        |
| Carola Calello | Abfahrt            | –           | –       | –           | –       | 1:36,71 min | 34     |
| Carola Calello | Alpine Kombination | 1:35,09 min | 25      | 1:18,68 min | 18      | 2:53,77 min | 19     |
| Carola Calello | Riesenslalom       | DNF         | DNF     | DNF         | DNF     | DNF         | DNF    |
| Carola Calello | Slalom             | 50,52 s     | 34      | 51,04 s     | 25      | 1:41,56 min | 25     |
| Carola Calello | Super-G            | –           | –       | –           | –       | 1:25,08 min | 41     |

### Snowboard
| Athleten      | Wettbewerbe  | Lauf 1      | Lauf 1 | Lauf 2      | Lauf 2 | Gesamt      | Gesamt |
| Athleten      | Wettbewerbe  | Zeit        | Rang   | Zeit        | Rang   | Zeit        | Rang   |
| ------------- | ------------ | ----------- | ------ | ----------- | ------ | ----------- | ------ |
| Männer        |              |             |        |             |        |             |        |
| Mariano López | Riesenslalom | 1:12,20 min | 28     | 1:19,11 min | 21     | 2:31,31 min | 21     |